# یقه سفید: طبقات متوسط آمریکایی
یقه سفید: طبقات متوسط آمریکایی (به انگلیسی: White Collar: The American Middle Classes) مطالعه‌ای است در مورد طبقه متوسط آمریکایی توسط جامعه‌شناس سی. رایت میلز که نخستین بار در سال ۱۹۵۱ در ایالات متحده آمریکا منتشر شد. شکل‌گیری یک «طبقه اجتماعی جدید» را توصیف می‌کند: یقه سفیدها. طبقه‌ متوسط جامعه آمریکا فاقد برنامه در مسایل اجتماعی و سیاسی، فاقد تاریخ، قدرت، نظریه سیاسی، بدون هدف و مطیع سازمان‌های دیوان‌سالارانه بود.

## ازخودبیگانگی اجتماعی
یک مطالعه عمده در مورد ازخودبیگانگی اجتماعی در جهان مدرن سرمایه‌داری پیشرفته است، جایی که شهرها تحت سلطه فروشنده کشتی ذهنیت هستند. مسایل این کتاب به پیشینه خود میلز نزدیک بود،  پدرش عامل بیمه بود و خودش، در آن زمان، به عنوان یک کارگر پژوهشی یقه سفید در یک سازمان بوروکراسی کار می‌کرد، در دفتر پژوهش‌های اجتماعی استاد پل لازارسفلد در دانشگاه کلمبیا. از این منظر، احتمالاً خصوصی‌ترین کتاب میلز است. آشنایی با موضوع مورد مطالعه به عنوان یک تجربه زیسته، بدون شک به میلز و تجربیات او اشاره دارد.

## میلز می‌نویسد
همان‌طور که میلز آن را توصیف کرد:
در یک جامعه کارمند، که ذهنیت بازاریابی بر آن حاکم است، ظهور یک بازار شخصیت اجتناب‌ناپذیر است زیرا در تغییر بزرگ از مهارت‌های دستی به هنر «دست‌فروشی»، فروش، و خدمات به مردم، ویژگی‌های شخصی یا حتی صمیمی کارکنان به حوزه مبادله کشیده می‌شود و به کالاهایی در بازار کار تبدیل می‌شود...
مهربانی و دوستی به جنبه‌های خدمات شخصی یا روابط عمومی شرکت‌های بزرگ تبدیل می‌شوند که برای فروش بیشتر شی منطقی می‌شوند؛ بنابراین فرد موفق با عدم صداقت ناشناس ابزاری برای ظاهر و شخصیت خود می‌سازد...
در فرمول‌های «کارشناسان پرسنل»، مردان و زنان، برای بستن معامله یا فروش باید «شخصیت خوب، قابل قبول و مؤثر»  داشته باشند...
بازار شخصیت، تعیین‌کننده‌ترین اثر و علامت اتاق فروش بزرگ، زیربنای بی‌اعتمادی فراگیر و از خودبیگانگی است که مشخصه مردم کلان‌شهرها است. بدون ارزشها مشترک و اعتماد متقابل، پیوند نقدی که یک مرد را در تماسی گذرا به مرد دیگر پیوند می‌دهد، به ده‌ها روش ظریف‌تر ساخته شده و عمیق‌تر در تمام زمینه‌های زندگی و روابط نفوذ کرده‌است. افراد طبق اخلاق و قرارداد فروشنده ملزم هستند که به دیگران تظاهر کنند تا آنها را دستکاری کنند... مردم از یکدیگر بیگانه می‌شوند زیرا هر یک مخفیانه سعی می‌کند از دیگری ابزاری بسازد و در زمان یک دایره کامل ایجاد می‌شود: یکی از خود ابزاری می‌سازد و از آن نیز بیگانه است.